# Nakamura Shidō II
Nakamura Shidō II (jap. 二代目 中村 獅童 Nidaime Nakamura Shidō), właściwie Mikihiro Ogawa (jap. 小川 幹弘 Ogawa Mikihiro; ur. 14 września 1972 w Tokio) – japoński aktor kabuki i filmowy.

## Życiorys
Nakamura urodził się w Tokio jako syn aktora kabuki Nakamura Shidō I, zadebiutował na scenie w wieku 8 lat. Ukończył Nihon University College of Art na wydziale teatru.

## Życie prywatne
W latach 2005–2008 był żonaty z japońską aktorką Yūko Takeuchi, mają jedno dziecko.

## Filmografia

### Filmy
- 2002 – Ping Pong jako Dragon
- 2003: 
  - Ashura no gotoku jako Shizuo Katsumata
  - Iden & Tity jako Johnny
- 2004:
  - Ima, ai ni yukimasu jako Takumi
  - Akasen jako Izō
  - Koibito wa Sniper: Gekijō-ban jako Fan Huoqing
- 2005:
  - Yamato jako Mamoru Uchida
  - Inu no eiga jako Kentarō Yamada
  - Rinjin 13-gō jako No. 13
- 2006:
  - Listy z Iwo Jimy jako porucznik Itō
  - Nieustraszony jako Anno Tanaka
  - Death Note: Notatnik śmierci jako Ryuk (głos)
  - Honey and Clover
- 2007:
  - GeGeGe no Kitarō jako Great Tengu Judge
  - ChaCha Tengai no onna jako Ieyasu Tokugawa
- 2008:
  - Trzy królestwa jako Gan Xing
  - L: Change the World jako Ryuk (głos)
  - Ichi jako Banki
- 2009: Gin'iro no ame jako Shōji Iwai
- 2010 – Leonie jako Yone Noguchi
- 2011:
  - Nintama Rantarō jako ojciec Rantarō
  - Hard Romantic-er jako Takagi
- 2013:
  - Gatchaman jako Iriya
  - Tenshin jako Taikan Yokoyama
- 2014 – Silver Spoon jako Miyuki Nakajima
- 2015:
  - Furiko jako Daisuke Hasegawa
  - Kishūteneki Terminal jako Ichiryū Ōshita
- 2016:
  - Nihon de ichiban warui yatsura
  - Death Note: Light Up the New World jako Ryuk (głos)

### Dubbing
- 2004 – One Piece: Przekleństwo świętego miecza jako Saga
- 2005 – Arashi no yoru ni: One Stormy Night jako Gabu
- 2006 – Death Note: Ostatnie imię jako Ryuk
- 2008 – Pokémon: Giratina i Strażnik Nieba jako Zero
- 2009 – Ryū ga gotoku 3 jako Yoshitaka Mine
- 2014 – Ryū ga gotoku: Ishin! jako Toshizō Hijikata

### Seriale telewizyjne
- Kasuga no tsubone (NHK, 1989)
- Motonari Mōri jako Yoshihisa Amago (1997)
- Kisarazu Cat's Eye (TBS, 2002)
- HR (Fuji TV, 2003)
- Musashi jako Tokugawa Hidetada (2003, NHK)
- Akai tsuki jako Keisuke Himuro (TV Tokyo, 2004)
- Akai tsuki jako Keisuke Himuro (TV Tokyo, 2004)
- Shinsengumi! jako Sutesuke Takimoto (NHK, 2004)
- Tenka Sōran (TV Tokyo, 2006)
- Death Note (NTV, 2006)
- Ushi ni negai o: Love & Farm jako Akira Kato (Fuji TV, 2007)
- Shinjitsu no shuki BC-kyu senpan Katō Tetsutarō: Watashi wa kai ni naritai (NTV, 2007)
- Wachigaiya itosato (TBS, 2007)
- Sexy Voice and Robo (NTV, 2007)
- Ri Kōran (TV Tokyo, 2007)
- Nikutai no mon (TV Asahi, 2008)
- Kiri no hi (NTV, 2008)
- Mori no asagao (odc. 1; TV Tokyo, 2010)
- Tōbō bengoshi jako Yuya Hirose (2010)
- Totto TV jako Kiyoshi Atsumi (2016, NHK)
- 2016 – Death Note: New Generation jako Ryuk (2016, Hulu)

## Nagrody i nominacje
| Rok  | Ceremonia                            | Kategoria                                          | Rezultat  |
| ---- | ------------------------------------ | -------------------------------------------------- | --------- |
| 2003 | Nagroda Japońskiej Akademii Filmowej | Debiutant roku (Ping Pong)                         | Wygrana   |
| 2003 | Nagroda Błękitnej Wstęgi             | Najlepszy nowy aktor (Ping Pong)                   | Wygrana   |
| 2003 | Nagrody filmowe Mainichi             | Sponichi Grand Prize New Talent Award (Ping Pong)  | Wygrana   |
| 2004 | Nagroda Japońskiej Akademii Filmowej | Najlepszy aktor drugoplanowy (Ashura no gotoku)    | Nominacja |
| 2004 | Nagroda Nikkan Sports Film           | Najlepszy aktor drugoplanowy (Ima, ai ni yukimasu) | Wygrana   |